# 松平直員
松平 直員（まつだいら なおかず）は、出雲母里藩の第3代藩主。直政系越前松平家母里藩分家3代。

## 生涯

### 家督相続
元禄8年（1695年）4月21日、常陸麻生藩主・新庄直詮の六男として生まれる。正徳2年（1712年）12月に母里藩の第2代藩主・直丘が死去した後、正徳3年（1713年）2月29日に養子として家督を相続した。

### 馬鹿殿様の治世
直員は、母里藩最悪の暗君として知られており、「驕奢淫逸」と評された。家督を継ぐと、年貢増徴を行なって領民を苦しめ、遂には領民が逃散するという有様となる。さらに藩内の富豪から御立金と称する強制借金を行ない、その返済期日である宝暦9年（1759年）8月4日に返済が不可能になると、家老の今村氏・前田氏らを切腹させて責任を取らせている。宝暦10年（1760年）には藩の施設を競売にかけた上、苗字帯刀の特権を金で売官するなど、その治世は目に余るものが多かった。しかもこれらで得た金銭は、自身の享楽に使われ、藩財政は悪化の一途をたどった。
このため、同族の出雲広瀬藩主・松平近朝の娘・輝姫との縁談が進められていたものの、近朝は直員のこのような素行を知って破談に持ち込んでいる。
明和2年（1765年）11月18日、家督を長男・直道に譲って隠居した。しかし隠居後に、かつて直員が寵愛した家臣の平山弾右衛門による母里騒動が起こり、さらに直員自身も次男・直行を擁立しようと直道の廃立を試みるなどして、藩政のさらなる混乱を招いた。
明和5年（1768年）4月14日に死去した。享年74。